# Mikuláš Miksche
Mikuláš Miksche (16. listopadu 1799 Polná – 20. května 1874 Praha) byl český lékař, porodník a osobní přítel řady osobností české kultury poloviny 19. století. Jeho mladší dcera Anna působila jako spisovatelka a novinářka s pseudonymem Felix Téver.

## Život

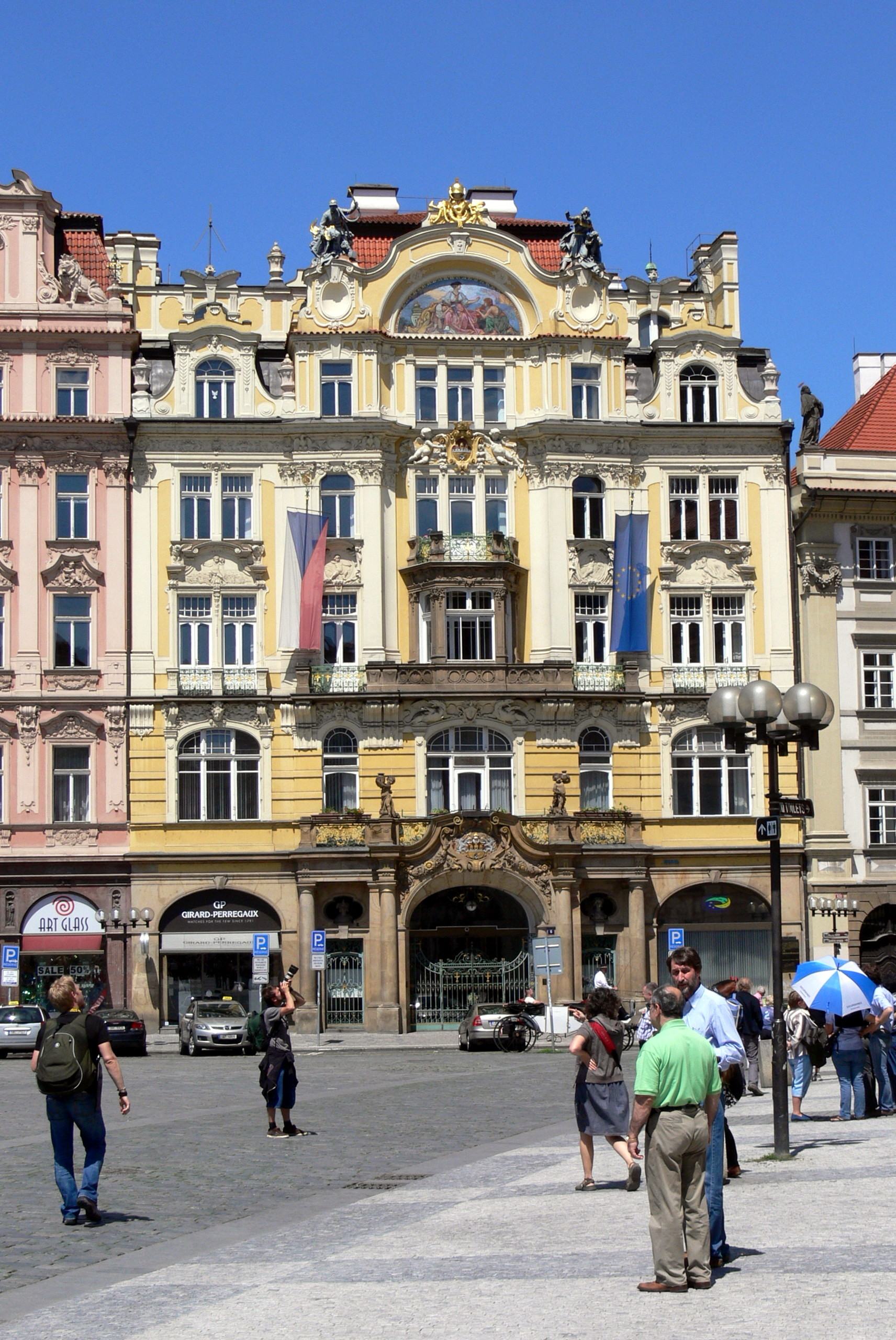
Budova Pražské městské pojišťovny stojící na místě někdejšího domu U tří mouřenínů

Narodil se v Polné nedaleko Jihlavy do rodiny s chorvatským původem.[zdroj⁠?!]  Po absolutoriu základní a střední školy vystudoval medicínu, pravděpodobně na Karlo-Ferdinandově univerzitě v Praze. Následně se v Praze usídlil, získal zde měšťanské právo. Zde se stal známým a vyhledávaným porodníkem. Oženil se s Annou Lukeschovou a založil rodinu.

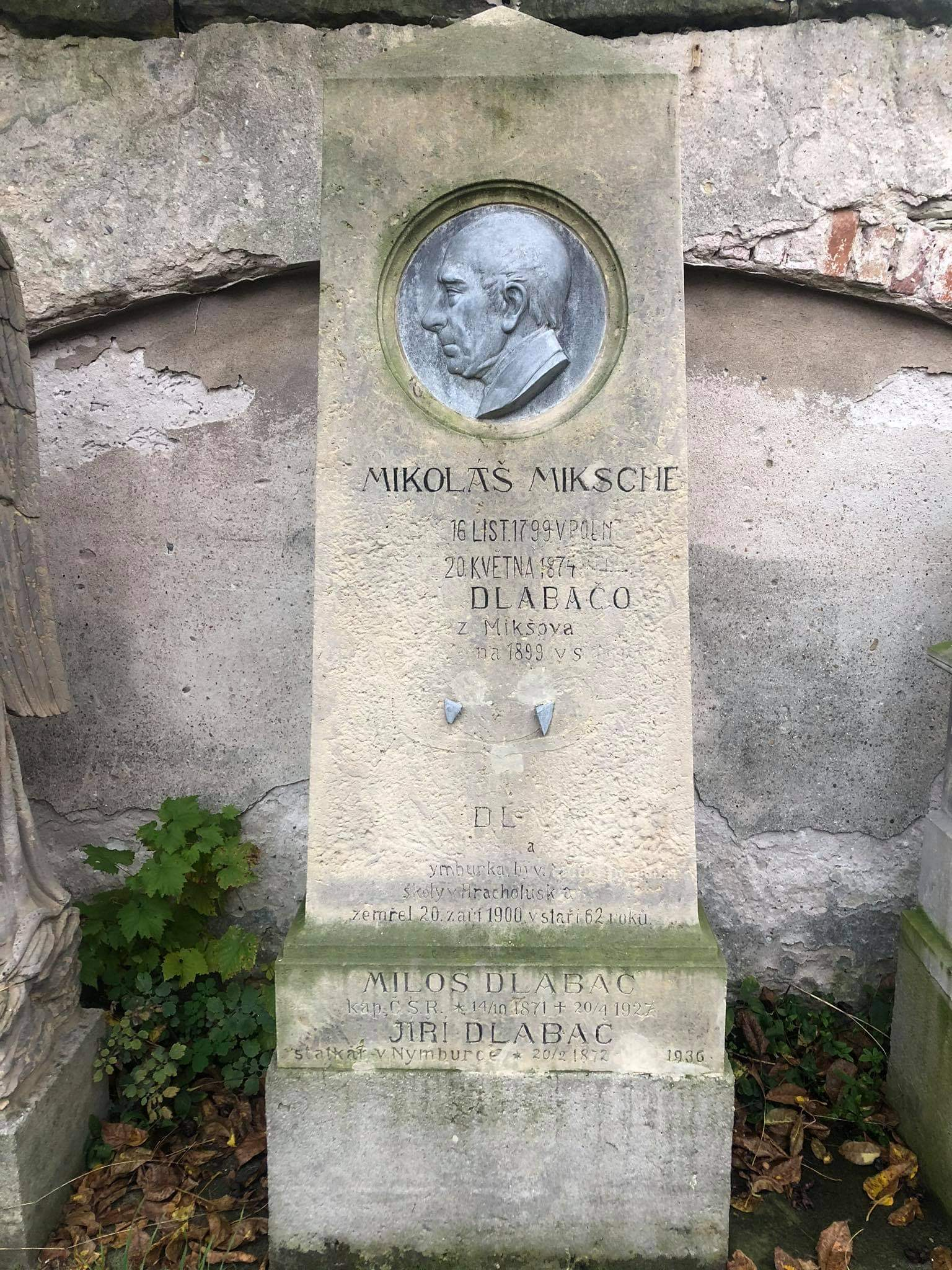
Náhrobek Mikuláše Miksche od Josefa Václava Myslbeka u zdi pozemku u kostela svatého Jiljí v Nymburce

Žil a působil v domě U tří mouřenínů na Staroměstském náměstí. Díky své náklonnosti k českému kulturnímu vlivu se začal přátelit s předními osobnostmi českého společenského života, jakými byli například František Palacký, František Ladislav Rieger nebo Karel Sladkovský, a dalšími pražskými vlastenci. Osobní setkání rodin vedla též ke spřátelení dcer Mikschových a Riegrových.

### Úmrtí
Mikuláš Miksche zemřel v Praze 20. května 1874 ve věku 74 let. Byl pohřben v Nymburce na starém městském hřbitově poblíž kostela svatého Jiří spolu s rodinou své dcery Albíny. Hrob zdobil kamenný náhrobek ve tvaru obelisku s podobiznou Mikuláše Miksche z carrarského mramoru a tesaným nápisem pořízený roku 1878. Jejím autorem je sochař Josef Václav Myslbek. Hřbitov byl v letech 1967–1969 necitelně odstraněn, s výjimkou několika velkých hrobek. Mikschův náhrobní kámen byl spolu s několika dalšími přemístěn do farní zahrady u nymburského kostela svatého Jiljí poblíž náměstí. Náhrobek je od roku 1982 chráněn jako kulturní památka.

### Rodinný život
S Annou, rozenou Lukeschovou (1815–1898), počali dvě dcery. Starší Albína (1842–1899) se provdala jako Dlabačová a odešla s manželem do Nymburka, je zde pohřbena spolu s otcem. Mladší Anna (1852–1932) se provdala za Jana Lauermanna, vnuka Josefa Jungmanna. Manželství se za dramatických okolností rozpadlo. Anna začala následně psát a publikovat spisy a dramata pod mužským pseudonymem Felix Téver, byla též blízkou přítelkyní spisovatele Julia Zeyera.